# Tholera juncta
Tholera juncta là một loài bướm đêm trong họ Noctuidae.